# Fort de Milet
El Fort de Milet o Fort de Milets és un complex defensiu de Caseres, com les trinxeres de la Pobla de Massaluca, que pertany a la línia defensiva d'Algars, creada per la Generalitat per aturar l'ofensiva que s'esperava des de l'Aragó. Ofereix al visitant els elements que caracteritzen aquestes instal·lacions: un refugi antiaeri, galeries per acollir peces d'artilleria, trinxeres i un dipòsit d'aigua. La caiguda del front d'Aragó i el ràpid avanç franquista del març de 1938 van fer que els soldats republicans que hi havia al complex defensiu de Caseres no poguessin utilitzar-la perquè van ser desbordats per la zona de Maella.
Entre els principals llocs d'interès, cal destacar l'església parroquial, dedicada a Santa Maria Magdalena. Està bastida amb pedra escairada i amb pòrtic de mig punt, i de les restes del castell, la part que es conserva més bé és una torre rectangular, obrada amb carreuada. Al peu del castell hi ha l'església de Santa Anna, amb un absis poligonal gòtic del segle xiv. També cal afegir que dins l'antic terme de Caseres hi ha un antic poblar ibèric al puig de la Gessera, que va ser excavat per Pere Bosch i Gimpera.	 

## Descripció
A l'espai històric de la batalla de l'Ebre del terme municipal de Caseres hi trobem la posició del fort de Milets que conté els següents elements: forts, trinxeres, pous de tirador i refugis. Els forts són construccions d'obra a base de formigó i maó massís, que es va construir entre 1936 i 1937, formades per diferents elements: túnels d'evacuació, nínxols de metralladores, bases per artilleria i posts de comandament o descans. Les trinxeres són rases excavades entre 1,50 i 1,80 m de profunditat, amb una amplada entre 0,80 i 1 metre.
Els pous de tirador són construccions ubicades a les trinxeres com a posició avançada, formades per una petita rasa que parteix de la trinxera i acaba en una excavació circular per tal de millorar la línia defensiva on estava ubicada. Els refugis són construccions formades a partir de l'excavació de petites coves, de dimensions reduïdes, sobre els talussos del terreny utilitzades com àrees de descans per a la tropa. Normalment disposen de dues boques d'accés, situades a poca distància per tal de facilitar la ventilació o l'evacuació en cas d'esfondrament.

## Història
La línia fortificada dels Algars va ser construïda per la Generalitat republicana durant la primavera i l'estiu de 1937. La Generalitat de Catalunya, preveient la desfeta del front d'Aragó i la proximitat de l'enemic a territori català va dissenyar i construir una importantíssima línia fortificada defensiva amb refugis, forts, emplaçaments d'artilleria, observatoris, trinxeres, etc. Aquesta línia fortificada que pretenia aturar l'avanç franquista un cop caigut el front d'Aragó, anava de nord a sud resseguint el curs del riu Cinca, fins que entrava a territori català, on resseguia el riu Algars, nom amb què es coneix la línia fortificada a les Terres de l'Ebre.
Amb la desfeta del front d'Aragó, les tropes franquistes van superar aquesta línia, establint el nou front al riu Ebre que es mantingué fins l'ofensiva republicana del 25 de juliol de 1938, donant inici a la Batalla de l'Ebre.
Aquesta línia quedà abandonada pel ràpid avanç franquista, tot i que posteriorment un dels objectius de la Batalla de l'Ebre era recuperar aquesta posició predominant per tal de fer-se forts sobre el terreny.